# Jaszka Orfanem zwanego żywota i spraw pamiętnik
Jaszka Orfanem zwanego żywota i spraw pamiętnik: Jagiełłowie do Zygmunta – powieść historyczna Józefa Ignacego Kraszewskiego wydana po raz pierwszy w 1884 roku, należąca do cyklu Dzieje Polski.

## Opis fabuły
Utwór pisany w formie fikcyjnego pamiętnika. Jaszko Orfan jest narratorem i tytułowym bohaterem powieści. Akcja obejmuje okres panowania czterech królów dynastii jagiellońskiej: Kazimierza Jagiellończyka, Jana Olbrachta, Aleksandra Jagiellończyka i Zygmunta Starego. Akcja rozpoczyna się w czasie, kiedy Jaszko jest kilkuletnim dzieckiem. Później jest on dworzaninem na dworze kolejno czterech monarchów. Dowiaduje się, że ludzie, którzy go wychowywali – mieszczanie wileńscy – to jego przybrani rodzice. Bohater postanawia dowiedzieć się kim są ci prawdziwi. Napotyka jednak na przeszkody.